# Latissistrombus sinuatus
Latissistrombus sinuatus (nomeada, em inglês, laciniate conch; na tradução para o português, "concha laciniada": a palavra "laciniado" sendo muito usada em botânica e significando algo "recortado em tiras estreitas e irregulares") é uma espécie de molusco gastrópode marinho pertencente à família Strombidae da ordem Littorinimorpha. Foi classificada por John Lightfoot, com o nome Strombus sinuatus, em 1786, na obra  A Catalogue of the Portland Museum, lately the property of the Dutchess Dowager of Portland, deceased; which will be sold by auction by Mr. Skinner & Co., e seu gênero, Sinustrombus, foi proposto em 2007, antes de ser modificado para Latissistrombus, do mesmo ano. É nativa do sudoeste do oceano Pacífico.

## Descrição da concha
Concha alaranjada com máculas brancas, marmoreadas, com a espiral pouco destacada e com a sua última volta formando uma aba dotada de lábio externo fino, engrossado em sua parte mediana, dotado de 4 ou 5 projeções formando ondulações em sua parte superior. Abertura com o interior de um cor-de-rosa avermelhado. Apresenta fortes calosidades em suas voltas, vista por cima. Chega de 10, sua dimensão mais comum, a até 14.5 centímetros, em suas maiores dimensões.

## Distribuição geográfica e habitat
Latissistrombus sinuatus ocorre no sudoeste do oceano Pacífico, em águas rasas, principalmente nas costas das Filipinas, Bornéu, Guam, sul do Japão, Nova Guiné, nordeste da Austrália, Micronésia, Polinésia Francesa, Nova Caledônia, golfo da Tailândia e indo até as Seicheles, no oceano Índico, habitando fundos de restos arenosos de coral entre a zona entremarés e a zona nerítica, aos 20 ou 30 metros de profundidade.